# Carol Thurston

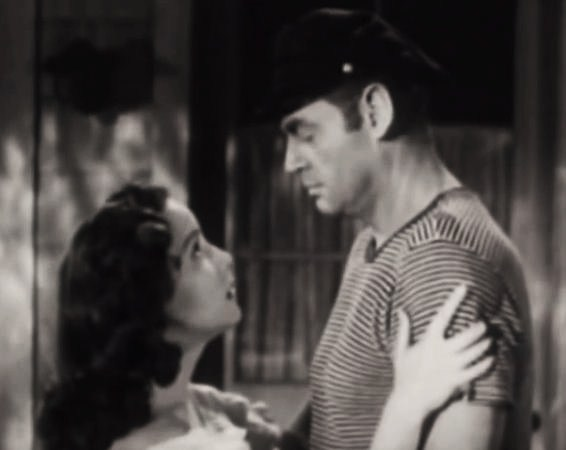
Con Johnny Weissmuller en Swamp Fire (1946)

Carol Thurston (27 de septiembre de 1920 – 31 de diciembre de 1969) fue una actriz cinematográfica y televisiva estadounidense, conocida por encarnar a Emma Clanton en ocho episodios (1959-1961) de la serie western producida por ABC/Desilu The Life and Legend of Wyatt Earp, protagonizada por Hugh O'Brian.

## Biografía

### Inicios
Nacida en Valley City, Dakota del Norte, su nombre verdadero era Betty Lou Thurston. De raíces irlandesas, sus padres eran Harvey E. Thurston y O'Loughlin. En 1930 vivía con su familia en Forsyth (Montana). Cuando tenía doce años de edad, empezó a trabajar en la compañía de repertorio de su padre. La familia se mudó más adelante a Billings (Montana), donde colaboró con el Billings Civic Theater, graduándose en la Billings High School. En 1942 se mudaron de nuevo, en esta ocasión a Hollywood, donde su padre consiguió un empleo con Lockheed Corporation.

### Cine
Thurston fue escogida para desempeñar papeles de chicas nativas y exóticas. Debutó en el cine en 1944, cuando Louella Parsons informó que Thurston había sido seleccionada entre otras actrices por el director Cecil B. De Mille para hacer el papel de la joven indonesia "Three Martini" en The Story of Dr. Wassell.
En los años 1940 actuó en otros ocho filmes, siendo Rosa en el thriller The Conspirators, Siu-Mei en la cinta basada en una obra de Pearl S. Buck China Sky, Toni Rosseau en Swamp Fire, Carmelita Mendoza en Jewels of Brandenburg, Narana en Arctic Manhunt, y Watona en Apache Chief.
Thurston también hizo diferentes actuaciones en la siguiente década, siendo Saranna Koonuk en Arctic Flight y Turquoise en Flaming Feather (ambas cintas de 1952), Shari en Killer Ape, y Terua, la mujer de Cochise, en Conquest of Cochise (estas dos de 1953). En 1954 fue Yellow Flower en Yukon Vengeance; en 1955 fue Madre en Pearl of the South Pacific (1955), y Balhadi en The Women of Pitcairn Island (1956). A mediados de esa década, sin embargo, ella se centró principalmente en el nuevo medio de la televisión.

### Televisión
En 1949–1950, fue elegida para actuar en dos episodios, "Finders Keepers" y "Masked Deputy," de la serie western The Lone Ranger, protagonizada por Clayton Moore. En 1952–1953 trabajó en seis episodios, con papeles diferentes, de otra producción western, The Adventures of Kit Carson. En 1954 actuó con Angie Dickinson y Lane Bradford en el capítulo "Sequoia", perteneciente al show western de antología Death Valley Days, que presentaba Stanley Andrews. En 1955–1956 fue Mrs. Cora McGill en "Paper Gunman", y Annie Brayer en "The Salt War", episodios de otra serie western de antología, Frontier, que producía la NBC.
En los años 1950 Thurston hizo otros papeles como artista invitada en series como Sky King, Soldiers of Fortune, The Rough Riders, 26 Men, Behind Closed Doors, Highway Patrol, Westinghouse Desilu Playhouse, y The Man and the Challenge. Con Richard Boone actuó dos veces en Have Gun – Will Travel, y en un capítulo de Rawhide emitido en 1959, "Incident of the Power and the Plow", fue Waneea.

### Emma Clanton
Thurston interpretó a Emma, la hija de Newman Haynes Clanton, aunque en la realidad el personaje nunca tuvo una hija llamada así. Lyn Guild (1922–1995) había hecho el papel de Emma en dos episodios anteriores, emitidos en 1959, de The Life and Legend of Wyatt Earp.
En la serie, Emma Clanton estaba enamorada del Marshal Earp, al igual que Nellie Cashman, personaje interpretado por Randy Stuart.  Entre los episodios en los que actuó como Emma Clanton se incluyen los siguientes:
- "Lineup for Battle" (29 de septiembre de 1959)
- "The Nugget and the Epitaph" (6 de octubre de 1959)
- "You Can't Fight City Hall" (20 de octubre de 1959)
- "Wyatt Wins One" (10 de noviembre de 1959)
- "The Noble Outlaws" (24 de noviembre de 1959)
- "The Clantons' Family Row" (8 de diciembre de 1959)
- "The Salvation of Emma Clanton" (5 de abril de 1960)
- "Clanton and Cupid" (21 de marzo de 1961).

En cuatro capítulos anteriores de la serie, antes de afianzarse con el de Emma, Thurston había hecho papeles diferentes.
Aparte de The Life and Legend of Wyatt Earp, su último personaje televisivo fue Jenny Larson en el episodio "Murder Plays it Cool" de la serie Lock-Up, protagonizada por Macdonald Carey. La última actuación de Thurston fue con el papel de esposa de Smithy en la película de 1963 de Audie Murphy Showdown.

### Vida personal
Thurston se casó tres veces. Con su primer marido, David S. Thayer, tuvo una hija, Amanda Lycklyn (nacida el 29 de febrero de 1948). Thayer era piloto comercial y antiguo teniente coronel de la Fuerza Aérea de los Estados Unidos, y había jugado al fútbol americano en la Universidad de Texas en Austin, Texas. La pareja se casó en 1947 en Yuma, Arizona, divorciándose dos años después.
En 1950 Thurston inició una relación con el actor Ross Elliott, aunque no llegó a casarse con él. En julio de1956 Thurston se casó por segunda vez, en esta ocasión con el actor televisivo John Russo (1925–2003, conocido también como John Duke, Barry Russo, J.D. Russo, y John Duke Russo). En 1959 se habían separado, y en febrero de ese año Thurston iniciaba una relación con otro actor, Jay Douglas (1907-1996). En enero de 1960, a pesar de que ninguno de los esposos había iniciado trámites de divorcio, cada uno de ellos ya mantenía otra relación sentimental –Russo con la actriz Dolores Michaels; Thurston con el guionista Robert Creighton Williams. Finalmente ella se divorció, y el 7 de febrero de 1962 se casó con Williams. La pareja permanecería unida hasta la muerte de la actriz.
Carol Thurston se suicidó en 1969 en Hollywood, California, a los 49 años de edad, en la Noche de Fin de Año.

## Filmografía

### Cine (íntegra)
- 1944: The Story of Dr. Wassell, de Cecil B. DeMille
- 1944: The Conspirators, de Jean Negulesco
- 1945: China Sky, de Ray Enright
- 1946: Swamp Fire, de William H. Pine
- 1947: Jewels of Brandenburg, de Eugene Forde
- 1947: The Last Round-up, de John English
- 1948: Rogues' Regiment, de Robert Florey
- 1949: Artic Manhunt, de Ewing Scott
- 1949: Apache Chief, de Frank McDonald
- 1952: Artic Flight, de Lew Landers
- 1952: Flaming Feather, de Ray Enright
- 1953: Conquest of Cochise, de William Castle
- 1953: I, the Jury, de Harry Essex
- 1953: Killer Ape, de Spencer Gordon Bennet
- 1954: Yukon Vengeance, de William Beaudine
- 1955: Pearl of the South Pacific, de Allan Dwan
- 1956: The Women of Pitcairn Island, de Jean Yarbrough
- 1957: Hot Summer Night, de David Friedkin
- 1960: The Hypnotic Eye, de George Blair
- 1961: Posse from Hell, de Herbert Coleman
- 1963: Showdown, de R. G. Springsteen

### Televisión (selección)
- 1949-1950: The Lone Ranger
  - Temporada 1, episodio 13 Finders Keepers (1949), de George Archainbaud
  - Temporada 2, episodio Masked Deputy
- 1952-1953: The Adventures of Kit Carson
  - Temporada 1, episodio 24 Curse of the Albas (1952), de John English
  - Temporada 2, episodio 6 Warwhoop (1952), de John English, episodio 11 Road to Destiny (1952), de John English y Lew Landers, y episodio 16 Pledge to Danger (1952), de John English
  - Temporada 3, episodio 6 Trouble at Fort Mojave (1953) y episodio 7 Powdersmoke Law (1953)
- 1954: Death Valley Days
  - Temporada 3, episodio 7 Sequoia, de Stuart E. McGowan
- 1956: Sky King
  - Temporada 2, episodio 19 Land o'Cotton, de Jodie Copelan
- 1959: Rawhide
  - Temporada 1, episodio 6 Incident of the Power and the Plow, de Andrew V. McLaglen